# NOLA
NOLA är debutalbumet med bandet Down. Albumet släpptes den 19 september 1995. Låtarna på albumet är för det mesta skrivna av Phil Anselmo och Pepper Keenan tidigt mellan 1990 och 1995. Titeln NOLA är en förkortning på deras hemstad New Orleans, Louisiana. Albumet har sålt över 1 000 000 exemplar i USA, motsvarande platina. En video till låten "Stone the Crow" har spelats in. 

## Låtlista
1. "Temptation's Wings" (Anselmo/Keenan) – 4:24
2. "Lifer" (Anselmo/Keenan) – 4:36
3. "Pillars of Eternity" (Anselmo) – 3:57
4. "Rehab" (Anselmo/Keenan/Windstein) – 4:03
5. "Hail the Leaf" (Anselmo) – 3:28
6. "Underneath Everything" (Anselmo/Keenan) – 4:46
7. "Eyes of the South" (Anselmo/Keenan) – 5:13
8. "Jail" (Anselmo/Keenan/Strange/Winstein) – 5:17
9. "Losing All" (Anselmo/Keenan) – 4:21
10. "Stone the Crow" (Anselmo/Keenan) – 4:42
11. "Pray for the Locust" (Anselmo) – 1:07
12. "Swan Song" (Anselmo/Bower/Keenan) – 3:35
13. "Bury Me in Smoke" (Anselmo/Keenan) – 7:04

## Musiker
- Phil Anselmo - sång
- Pepper Keenan - gitarr
- Kirk Windstein - gitarr, bas (studio)
- Todd Strange - bas (live)
- Jimmy Bower - trummor
- Lil' Daddy - "Jail" (keyboard), "Hail the Leaf" (vattenpipa)
- Ross Karpelman - "Jail" (slagverk)
- Sid Montz - "Jail" (slagverk)